# Communauté de communes des Hautes Vosges
Die Communauté de communes des Hautes Vosges ist ein französischer Gemeindeverband mit der Rechtsform einer Communauté de communes im Département Vosges in der Region Grand Est. Sie wurde am 1. Januar 2017 gegründet und umfasst 14 Gemeinden. Der Verwaltungssitz befindet sich im Ort Gérardmer.

## Historische Entwicklung
Der Gemeindeverband entstand mit Wirkung vom 1. Januar 2017 durch Fusion der Vorgängerorganisationen
- Communauté de communes de Gérardmer-Monts et Vallées,
- Communauté de communes de la Haute Moselotte und
- Communauté de communes Terre de Granite.[3]

Mit Wirkung zum 1. Januar 2022 verließen acht Gemeinden den Verband und wurden in der neu gegründeten Communauté de communes Gérardmer Hautes Vosges aufgenommen.

## Mitgliedsgemeinden
| Gemeinde                                 | Einwohner 1. Januar 2022 | Fläche km² | Dichte Einw./km² | Code INSEE | Postleitzahl |
| ---------------------------------------- | ------------------------ | ---------- | ---------------- | ---------- | ------------ |
| Basse-sur-le-Rupt                        | 854                      | 13,73      | 62               | 88037      | 88120        |
| Cleurie                                  | 648                      | 11,04      | 59               | 88109      | 88120        |
| Cornimont                                | 3.037                    | 40,23      | 75               | 88116      | 88310        |
| Gerbamont                                | 353                      | 9,69       | 36               | 88197      | 88120        |
| La Bresse                                | 3.947                    | 57,94      | 68               | 88075      | 88250        |
| La Forge                                 | 515                      | 4,72       | 109              | 88177      | 88530        |
| Le Syndicat                              | 1.859                    | 18,29      | 102              | 88462      | 88120        |
| Rochesson                                | 676                      | 21,49      | 31               | 88391      | 88120        |
| Sapois                                   | 629                      | 16,89      | 37               | 88442      | 88120        |
| Saulxures-sur-Moselotte                  | 2.537                    | 31,87      | 80               | 88447      | 88290        |
| Tendon                                   | 504                      | 21,85      | 23               | 88464      | 88460        |
| Thiéfosse                                | 583                      | 7,62       | 77               | 88467      | 88290        |
| Vagney                                   | 3.873                    | 24,91      | 155              | 88486      | 88120        |
| Ventron                                  | 839                      | 24,97      | 34               | 88500      | 88310        |
| Communauté de communes des Hautes Vosges | 20.854                   | 305,24     | 68               | –          | –            |